# Venturiwäscher
Ein Venturiwäscher ist ein Apparat zum Stoffaustausch zwischen strömenden Gasen und Flüssigkeiten. Der nach dem Prinzip der Venturi-Düse arbeitende Wäscher wird insbesondere zur Abscheidung von Stäuben aus Abgasen eingesetzt. Die ersten Venturiwäscher kamen in der zweiten Hälfte der 1940er-Jahre auf den Markt.

## Funktionsweise

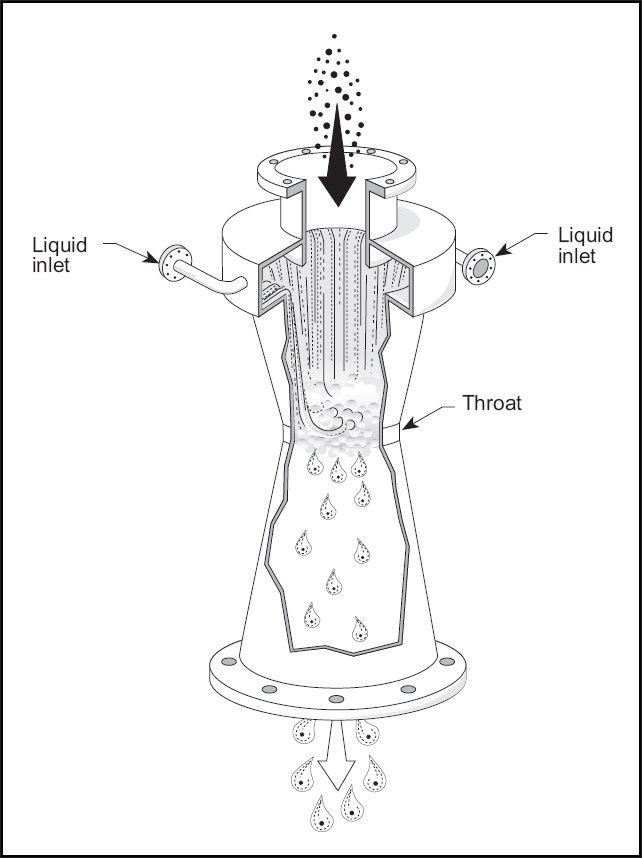
Funktionsprinzip eines Venturiwäschers

In einem Venturiwäscher wird das strömende staubhaltige Gas axial durch ein Mantelrohr geleitet, das aus einem konvergenten Teil, der Kehle und einem Diffusor besteht. Das Gas wird zur Kehle hin beschleunigt und weist dort seinen geringsten Druck auf. Im Diffusor wird ein Teil der kinetischen Energie des Gases in Druckenergie zurückverwandelt. Die Waschflüssigkeit wird kurz vor oder in der Kehle eingeleitet und durch die hohe Gasgeschwindigkeit zu kleinen Tropfen vernebelt. Der Stoffaustausch findet an der Phasengrenzfläche zwischen Tropfen und Gas statt. Die staubbeladenen Tropfen können mit einfachen mechanischen Hilfsmitteln abgeschieden werden. Venturiwäschern werden häufig Fliehkraftabscheider zur Tropfenabscheidung nachgeschaltet.
Die unter dem Namen Injektor-Venturi, Imatra-Venturi und Pease-Anthony-Venturi bekannten Verfahren unterscheiden sich im Wesentlichen durch die Art der Einführung des Waschmittels. Ringspaltwäscher zählen ebenfalls zu den Venturiwäschern.
Die Strömungsgeschwindigkeiten in der Kontaktzone von Venturiwäschern betragen in der Regel zwischen 80 m/s und 150 m/s, es können aber auch Gasgeschwindigkeiten bis 250 m/s erreicht werden. Der Druckverlust bewegt sich zwischen 3000 Pa und 20000 Pa. Wesentlicher Vorteil des Venturiwäschers ist die Fähigkeit, auch Partikel mit einem Durchmesser von 0,5 µm zu über 99 % abzuscheiden. Auch seine kompakte Bauweise ist ein nennenswerter Vorteil. Ein Nachteil ist der bedingt durch den Druckverlust hohe Energieaufwand. Ein weiterer Nachteil ist die bauartbedingte geringe Flexibilität von Venturiwäschern bezüglich des Gasvolumenstroms. Dem wird konstruktiv mit verstellbaren Kehlen entgegengewirkt.

## Einsatz
Venturiwäscher werden in der Regel zur gemeinsamen Abscheidung von gas- und partikelförmigen Verunreinigungen eingesetzt. Sie können auch zur oxidierenden Gaswäsche eingesetzt werden.
Bei der Serienlackierung von Automobilkarosserien ist der Venturiwäscher die Standard-Technologie zur Abluftreinigung (Lackabscheidung). Partikel werden zu über 99 % abgeschieden, flüchtige organische Verbindungen (VOC) bis zu ihrer jeweiligen Löslichkeitsgrenze. Aus dem im Kreislauf eingesetzten Wasser wird kontinuierlich ein lackhaltiger Schlamm abgezogen. Da die gereinigte Abluft wasserdampfgesättigt ist, muss dem Wasserkreislauf Frischwasser hinzugefügt werden.